# Brusselse Hoofdstedelijke Dienst voor Brandweer en Dringende Medische Hulp
De Brusselse Hoofdstedelijke Dienst voor Brandweer en Dringende Medische Hulp (Service d'Incendie et d'Aide médicale urgente de la région de Bruxelles-Capitale in het Frans) of afgekort DBDMH (SIAMU in het Frans) is de tweetalige hulpverleningszone die actief is in de stad Brussel, en in de 18 andere gemeenten die het Brussels Hoofdstedelijk Gewest vormen.

## Geschiedenis[1]

### Oorsprong
Tussen de Napoleontische tijd en de Eerste Wereldoorlog richtte bijna elke Brusselse gemeente zijn eigen brandweerkorps op. Deze gemeentelijke korpsen verschilden onderling zowel wat betreft de beschikbare uitrusting als op het gebied van het statuut van het personeel: professionele brandweermannen, vrijwilligers, gemengde korpsen, korpsen die afhankelijk waren van de burgerwacht … Verder waren er nog private korpsen die ter beschikking werden gesteld door bepaalde ondernemingen.
Tijdens de Grote Oorlog maakte de bezetter intens gebruik van personeel en materiaal van de gemeentelijke brandweerdiensten. Sommige korpsen werden opgeheven om economische redenen. De gemeenten die over geen korps meer beschikten, sloten akkoorden met naburige gemeenten om de hulpverlening te verzekeren op hun grondgebied.
Tijdens de Tweede Wereldoorlog werden de negen bestaande gemeentelijke korpsen ondergebracht in het Groot-Brusselse brandweerkorps. De brandweermannen begeleidden er vrijwilligers van de « Passieve Luchtbescherming » die reddingsoperaties uitvoerden tijdens de bombardementen. Het Groot-Brusselse brandweerkorps is na de oorlog ontbonden. Ook de vier gemeentelijke korpsen van Ukkel, Vorst, Sint-Gillis en Jette werden na de oorlog opgeheven. De gemeentelijke brandweerdienst van Brussel verzorgde voortaan de hulpverlening in deze gemeenten.
Op het einde van de jaren 1960 waren er nog slechts vijf gemeentelijke brandweerkorpsen voor de 19 Brusselse gemeenten en enkele gemeenten in de rand. De wil om samen te werken was aanwezig, maar er was een gebrek aan organisatie: de voertuigen waren niet homogeen en men gebruikte tot vier verschillende modellen van slangaansluitingen … De grote brand in de Innovation in 1967 bracht dit probleem op tragische wijze aan de oppervlakte. 

### Brandweerdienst van de Brusselse Agglomeratie
De economische, sociale en demografische verschuivingen in de tweede helft van de 20ste eeuw confronteerden de gemeenten met meer en meer uitdagingen. Nieuwe administratieve entiteiten, de ‘agglomeraties’, werden gecreëerd om bevoegdheden over te nemen die moeilijk lagen op traditioneel gemeentelijk niveau. Dit was met name het geval voor de gemeentelijke brandweerkorpsen die in 1973 werden geïntegreerd in de Brandweerdienst van de Brusselse Agglomeratie. De Generale Staf van deze nieuwe dienst was gevestigd in de kazerne op het Vossenplein. In 1980 werd een nieuwe Stafkazerne ingehuldigd aan de Helihavenlaan.

### BHDBDMH
Het Brussels Hoofdstedelijk Gewest, opgericht in 1989, nam al snel de bevoegdheden over van de Agglomeratie. De brandweerdienst werd een instelling van openbaar nut: de Brusselse Hoofdstedelijke Dienst voor Brandweer en Dringende Medische Hulp, vaak afgekort in het Frans tot Siamu of simpelweg de « Brandweer van Brussel ». 
In 1997 werd een uitbreiding van de kazerne Helihaven ingehuldigd voor de nieuwe administratieve diensten. 
Als instelling in voortdurende evolutie is er een nieuw hoofdkwartierproject gelanceerd voor 2020.

## Organisatie

### Operationele werking
De DBDMH is opgedeeld in 5 bataljons, verspreid over het grondgebied van het Brussels Hoofdstedelijk Gewest. Elke bataljon heeft vier compagnies, één compagnie op wacht en drie op rust.

### Huidige kazernes
Er zijn 8 posten in de hulpverleningszone. De hoofdkazerne ligt in de Helihavenlaan. Verder zijn er 7 kleinere voorposten.
De 7 voorposten zijn: 
- Anderlecht
- Eikenbos (Ukkel)
- Delta (Oudergem)
- Paul Brien (Schaarbeek)
- UCL (Sint-Lambrechts-Woluwe)
- VUB (Jette)
- Cité (Brussel)

De luchthavenbrandweer van de luchthaven van Brussel is onafhankelijk van de DBDMH.

### Gesloten kazernes
- Hoofdkazerne Vossenplein (1982)
- Kazerne Centre-Ville/Grande-Garde
- Post Cité (begin jaren 2000)
- Post Diamant (2013)
- Post Evere (gefuseerd met post Diamant naar post Paul Brien in Schaarbeek)

## Personeel
Er werken zo'n 1100 professionele brandweerlieden en 150 burgerbedienden bij de DBDMH.

### Rangen
Lijst van rangen bij de Belgische brandweer

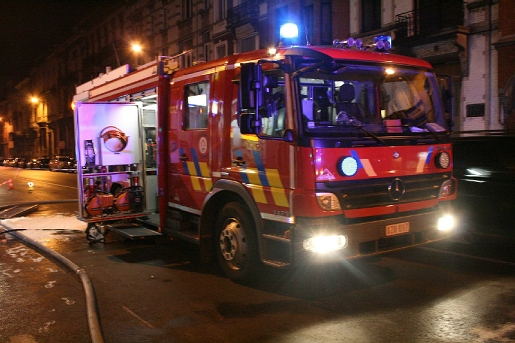
Multifunctionele autopomp van de DBDMH

## Voertuigen
De DBDMH beschikte in 2005 over 43 ziekenwagens, 26 autopompen, 14 autoladders en hoogwerkers en 142 andere voertuigen.

## Werkgebied
De hulpverleningszone verleent hulp aan de volgende 19 gemeentes:
Anderlecht, Brussel stad, Elsene, Etterbeek, Evere, Ganshoren, Jette, Koekelberg, Oudergem, Schaarbeek, Sint-Agatha-Berchem, Sint-Gillis, Sint-Jans-Molenbeek, Sint-Joost-ten-Node, Sint-Lambrechts-Woluwe, Sint-Pieters-Woluwe, Ukkel, Vorst en Watermaal-Bosvoorde.

## Speciale eenheden
De DBDMH telt zes gespecialiseerde interventieteams onder leiding van officieren:
- De duikers;
- De interventieploeg HAZMAT, gespecialiseerd in het beheer van ongevallen met gevaarlijke producten evenals NRBC-incidenten;
- Het RISC-team (Rescue in Safe Conditions), wat overeenkomt met een redding in middelgebergten maar dan in een context van hoge gebouwen;
- Het CET-team (Casualty Extraction Team), gespecialiseerd in de evacuatie van slachtoffers in de context van een terroristische aanval;
- Het ART-team (Animal Rescue Team) dat reddingsopdrachten uitvoert van dieren die in gevaar zijn;
- Tijdens je loopbaan, kan je aansluiten bij een internationaal gespecialiseerd federaal team (met name het reddingshondenteam Rescue Dog) in het kader van het zoeken naar personen bedolven onder puin of die vermist zijn in open terrein (vlakterevieren).

## Galerij

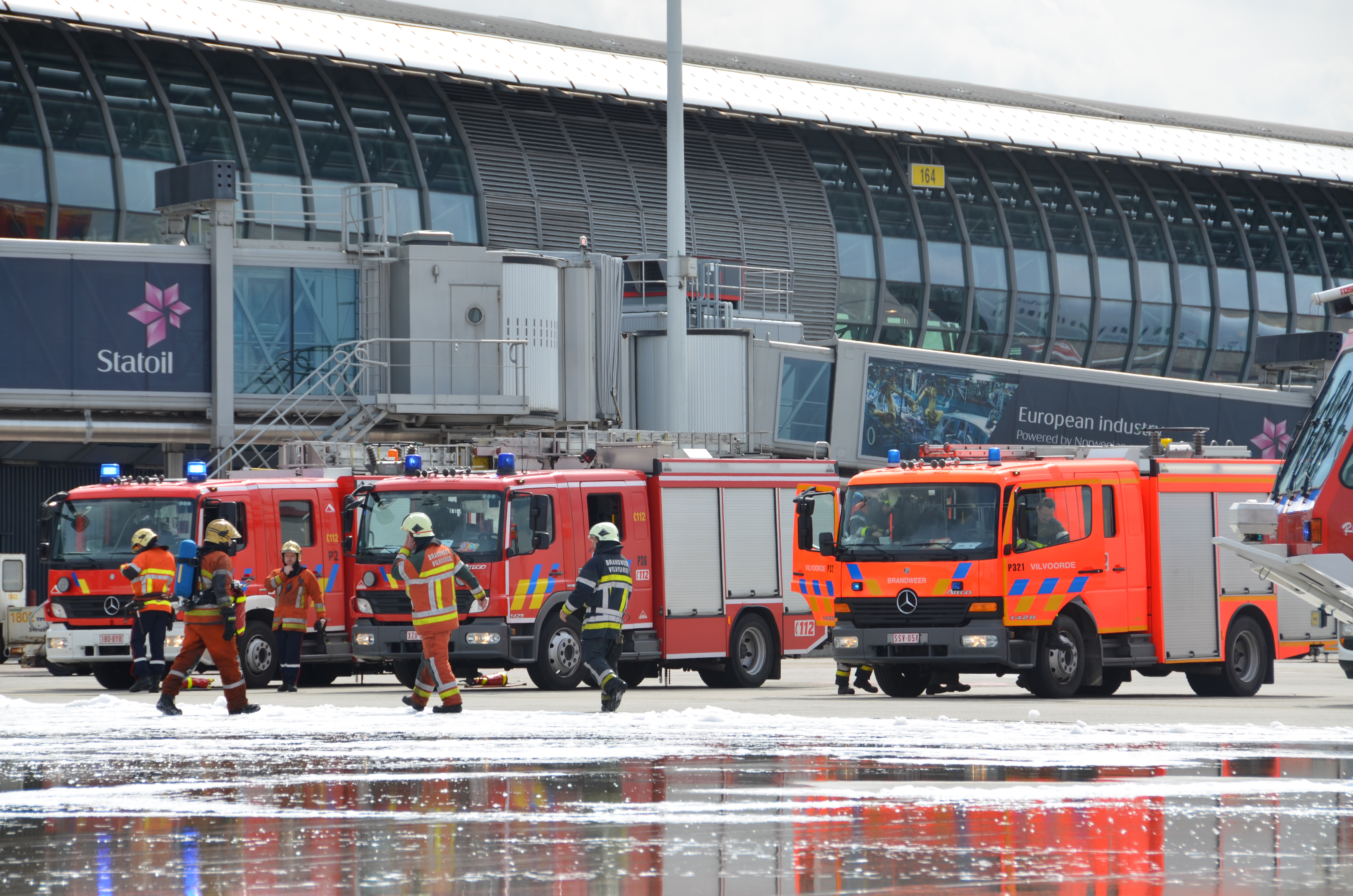
Twee autopompen van de DBDMH (links) en een voertuig van Vilvoorde (rechts in het oranje)
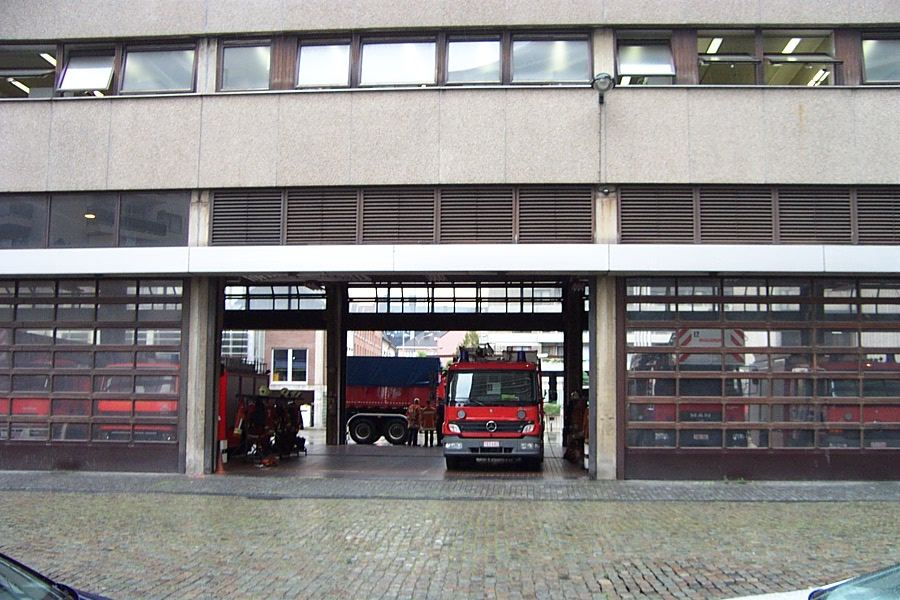
Straataanzicht garages kazerne Helihavenlaan (2006)
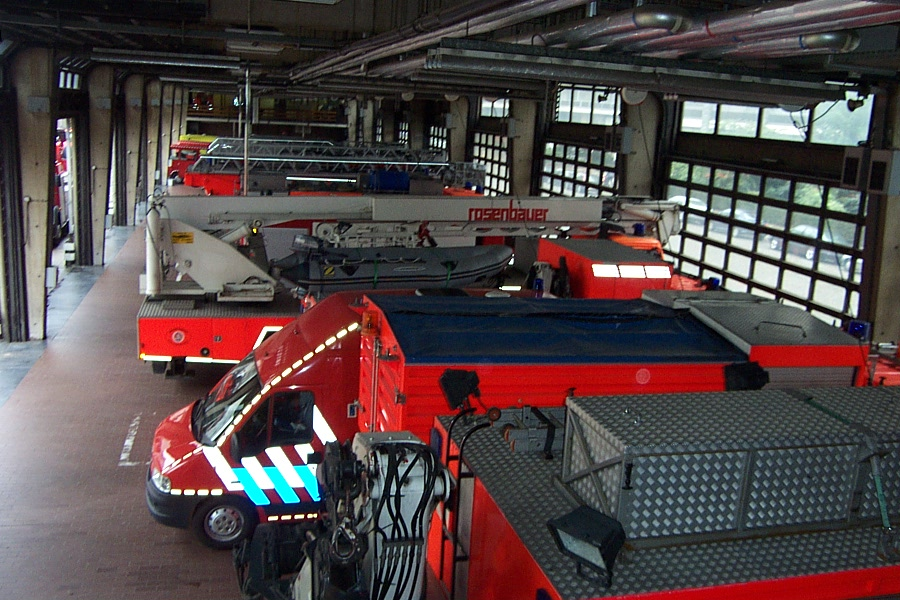
Binnenkant garages kazerne Helihavenlaan (2006)
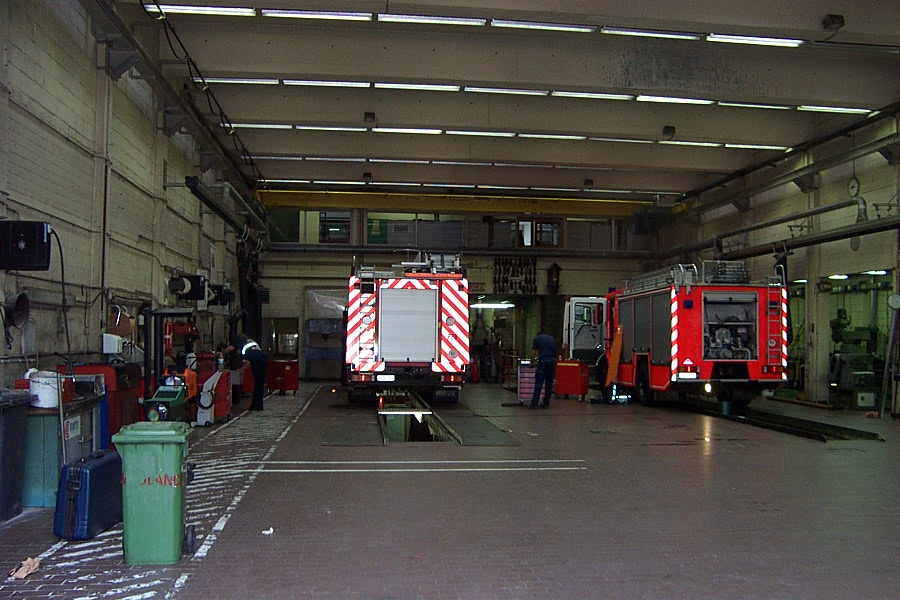
Werkplaats kazerne Helihavenlaan (2006)
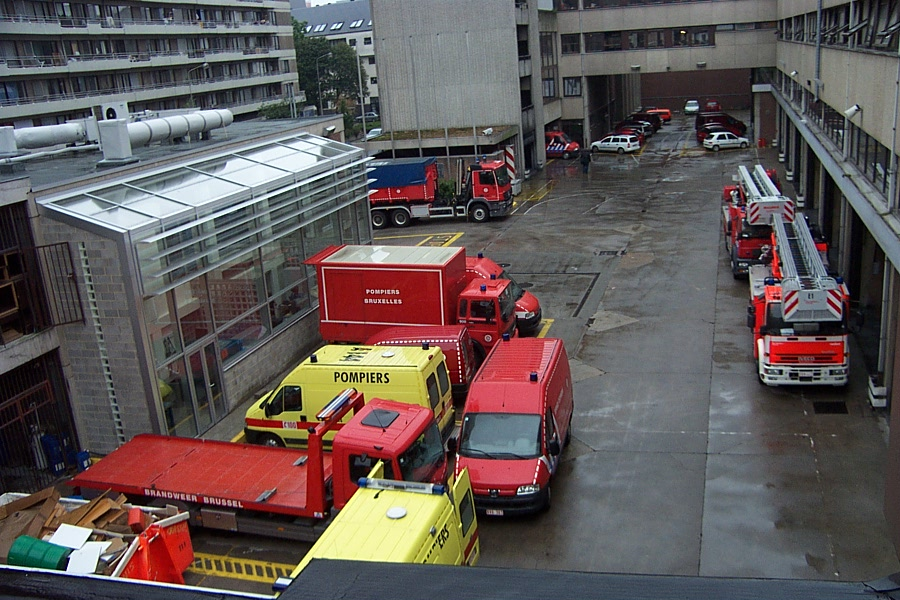
Binnenplaats kazerne Helihavenlaan (2006)